# Luchtbeschermingsdienst

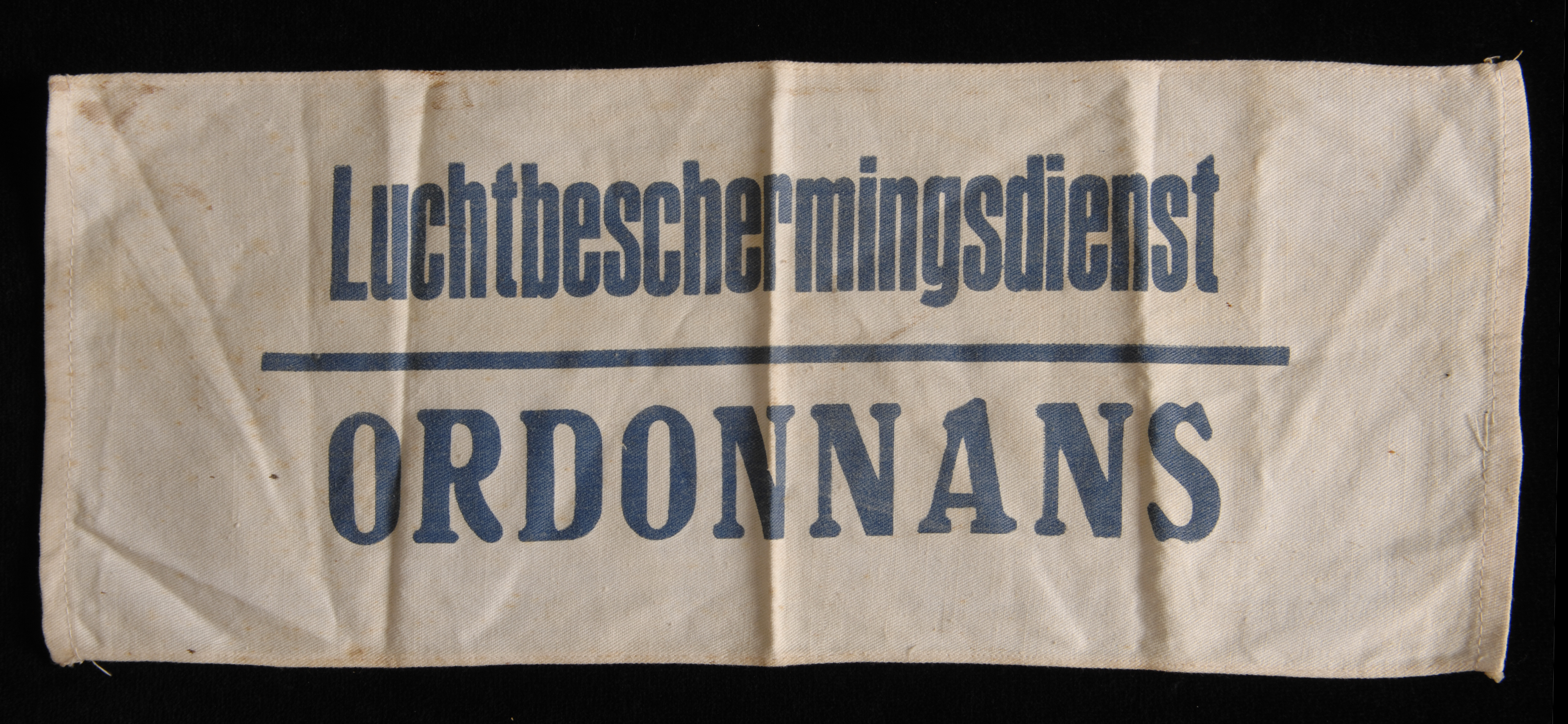
Een band die leden van de Luchtbeschermingsdienst droegen

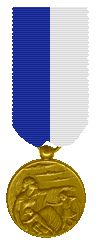
De herinnerings-
medaille die in 1949 in het leven werd geroepen

De Luchtbeschermingsdienst (LBD) was een Nederlandse organisatie die in 1939 werd opgericht als maatregel om de burgerbevolking te beschermen tegen de gevolgen van luchtaanvallen.

## Geschiedenis
De Luchtbeschermingsdienst werd in 1939 opgericht. Het was een maatregel om burgers te beschermen tegen luchtaanvallen. In 1938 waren in Nederland de eerste verduisteringsoefeningen gehouden. Na de Duitse inval in Polen in september 1939 werden in de steden schuilkelders gebouwd en luchtdoelgeschut geplaatst. Een belangrijke taak van de LBD was het wijzen van de burgerbevolking op maatregelen die zij zelf konden nemen om zich te beschermen tegen luchtaanvallen. Zo werd er voorlichting gegeven over brandpreventie en EHBO-cursussen verzorgd. 
Na mei 1940 wijzigde het takenpakket van de LBD deels. Een belangrijke taak werd het controleren op de verplichte verduistering. Dit was een maatregel om te voorkomen dat geallieerde vliegtuigen de steden of dorpen konden gebruiken als herkenningsbaken. Voor verzetsmensen was het lidmaatschap van de Luchtbeschermingsdienst aantrekkelijk omdat zij 's nachts over straat konden.

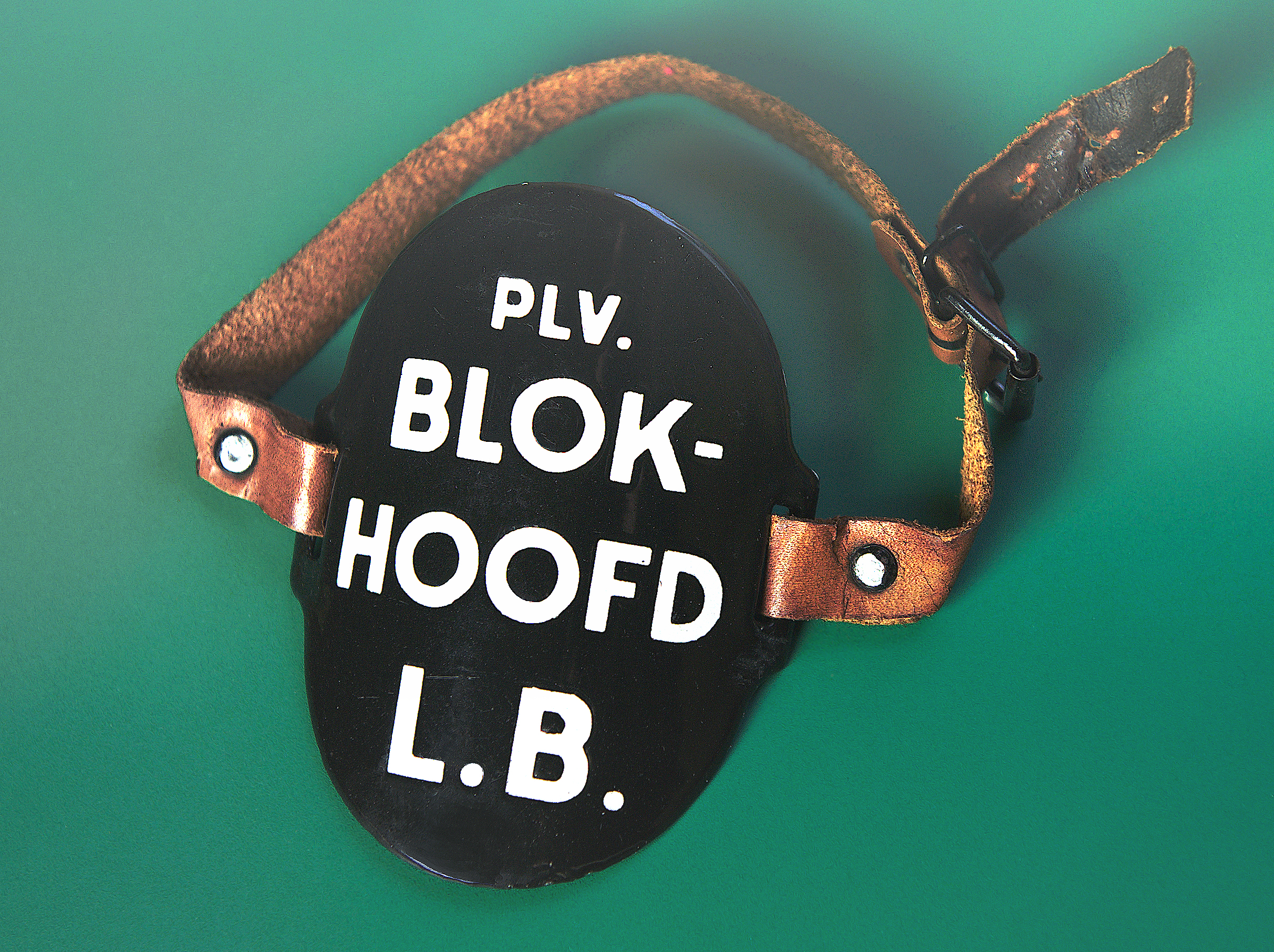
Armplaatje van een plaatsvervangend blokhoofd

Leden van de dienst moesten eerste hulp bieden na een bombardement en helpen bij het blussen. Een andere taak was het verzorgen van het luchtalarm. De LBD'ers beschikten over een EHBO-doos, blusmateriaal, helmen en gasmateriaal. Zij droegen als herkenningsteken een metalen plaatje met de letters LB. Met riempjes kon dat op de bovenarm worden bevestigd. Een deel van de uitrusting moesten de blokploegen zelf aanschaffen, omdat Rijk of gemeente vaak niet genoeg geld beschikbaar stelde. Daardoor maakte de Luchtbeschermingsdienst niet per se een professionele indruk.
De dienst was vertegenwoordigd in alle dorpen en steden. Per 200 tot 300 gezinnen was er een blokhoofd. Voor de oorlog bestond de dienst uitsluitend uit vrijwilligers. Na de Duitse inval traden ook ambtenaren toe. Arthur Seyss-Inquart stelde in 1942 een luchtbeschermingsplicht in. Dat betekende dat "het verrichten van diensten en het ter beschikking stellen van goederen" verplicht kon worden gesteld.
Het verwijderen van Joodse leden uit de Luchtbeschermingsdienst in juni 1940 was de eerste anti-Joodsemaatregel van de Duitse bezetter. Dit gebeurde naar aanleiding van Anjerdag. Eerder die maanden hadden alle LBD-leden al moeten opgeven of zij wel of niet Joods waren. Bijna alle leden vulden deze voorloper van de "ariërverklaring" in. De Amsterdamse predikant Johan Eykman was een van de weinige weigeraars.
Na de oorlog werd de Luchtbeschermingsdienst vervangen door de Dienst Bescherming Bevolking. Tijdens de Koude Oorlog voorzag deze het publiek van informatie over wat te doen in het geval van een atoomaanval. Voor de leden van de LBD werd in 1949 de Herinneringsmedaille Luchtbescherming 1940-1945 ingesteld.